# 意識調査
意識調査（いしきちょうさ）とは社会において行われている調査。これは行政や企業などが民衆に対して実施している調査であり、民衆は現状に対してどのような意識を持っているかをアンケートなどといった方法で調査を行い、これの結果を元として今後の政策の参考としているというわけである。意識調査というのは様々な事柄で実施されており、内閣府ならば食育に関する意識調査やワーク・ライフ・バランスに関する意識調査などを実施しており、それらの調査結果は公式サイトで公表されている。Yahoo!ニュースでは「意識調査」というコーナーが置かれているが、ウェブブラウザのクッキー (Cookie) を削除することで、何度でも投票できることや、投票した者の国籍や所在地をチェックしていないことから、民意を表しているとはいえない。。